# Projektillös ammunition
Projektillös ammunition har tändsats och drivladdning, men saknar projektil. De två huvudsakliga användningsområdena är som drivpatron och eldmarkering. 
Artilleri över 120 mm använder inte patroner eftersom de skulle bli ohanterliga, de laddas med projektilen och en separat laddningshylsa.

## Drivpatron
Drivpatron är en patron för handeldvapen, utan egen projektil. Drivpatroner används exempelvis för att skjuta iväg gevärsgranater, men används även civilt i bultpistoler

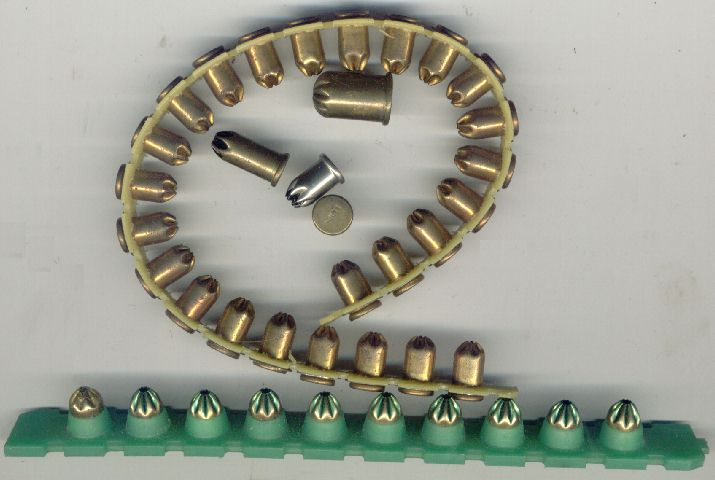
Patroner till en bultpistol

Ett svenskt exempel är drivpatron 10 till AK 4 som används till att skjuta iväg rökgranater.

## Lös ammunition
Patroner avsedda för att skjutas i konventionella vapen utan att skicka iväg en projektil kallas lösa. Vid till exempel salutering med kanon och vid högtider använder man en hylsa som förseglats med en plastfilm, medan ollonpistoler brukar stjärnstrypta hylsor.
Inom det militära används istället en trä- eller plastplugg som går sönder i pipan. På det viset förblir handhavandet detsamma men utan riskerna skarp ammunition medför vid övning. En lösskjutningsmekanism man monterar på vapnet säkerställer att ev. större bitar av pluggen slås sönder innan de lämnar vapnet, men ett minsta avstånd om 5 meter mellan skytt och mål rekommenderas för att skydda ögonen.
Lös ammunition ska skiljas från blind ammunition, som inte innehåller några explosiva ämnen.

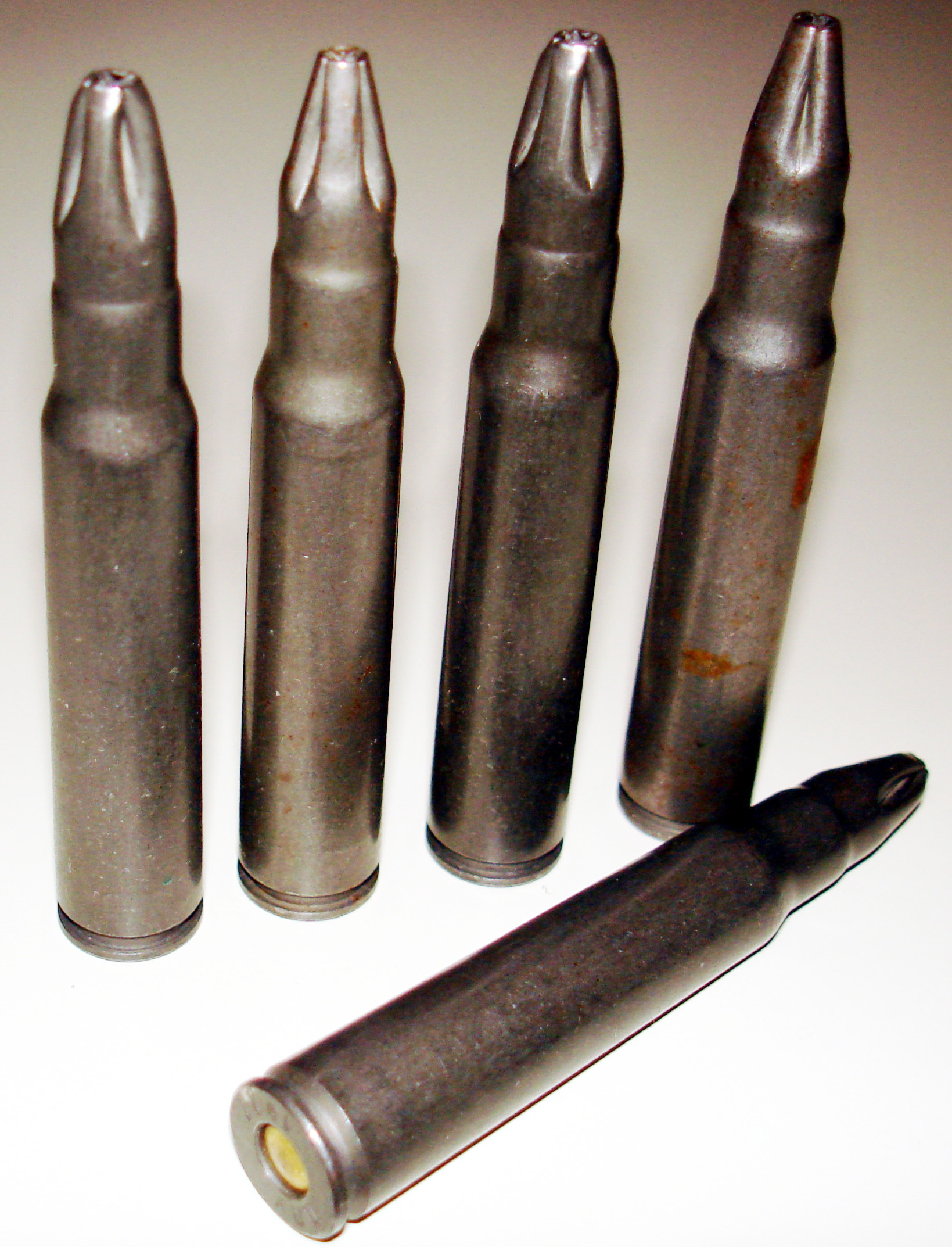
Lösa 7,92x57mm Mauser-patroner med nypta hylsor